# Niezdów (województwo lubelskie)
Niezdów – wieś w Polsce położona w województwie lubelskim, w powiecie opolskim, w gminie Opole Lubelskie.
W latach 1954–1959 wieś należała i była siedzibą władz gromady Niezdów, po jej zniesieniu w gromadzie Opole Lubelskie. W latach 1975–1998 miejscowość położona była w województwie lubelskim.
Wieś stanowi sołectwo w gminie Opole Lubelskie. Według Narodowego Spisu Powszechnego z roku 2011 wieś liczyła 612 mieszkańców.
Wieś należącą do dóbr opolskich w województwie lubelskim w 1704 roku odziedziczyła Teresa Dunin-Borkowska, żona wojewody lubelskiego Stanisława Tarły.
W czasie niemieckiej agresji na Polskę, w Niezdowie działała wojskowa tzw. policyjna zapora pomagająca zabłąkanym żołnirzom polskim  dotrzeć do formowanych jednostek Wojska Polskiego. 
Pod koniec 1942 roku został tu utworzony oddział Gwardii Ludowej pod dowództwem Henryka Frączka ps. „Henik”. 6 czerwca 1985 roku wieś została odznaczona Krzyżem Partyzanckim.
1 stycznia 1973 część Niezdowa (86 ha) włączono do Opola Lubelskiego, a kolejną część (149,25 ha) 1 lipca 1990.

## Zabytki
- zespół pałacowo-parkowy z końca XVIII w., przebudowany w 1905[15], w skład którego wchodzą:
- pałac w Niezdowie
- dwie oficyny
- park z dziedzińcem[16].